# Тимковські
Тимковські, козацький старшинський рід, який походить від Василя Тимченка, козака Переяславського полку (1740) і внука його Федора Назаровича Тимковського (1739 — 90), полкового осавула, переяславського поштмайстра. 
Сини Федора Тимковського були культурними діячами в Україні і Росії. Ілля (1772 — 1853) — класичний філолог, був професором Харківського університету (1805 — 11) й директором Новгород-Сіверської гімназії (1825 — 38), залишив спогади; Роман (1785 — 1820) — філолог, професор Московського Університету, дослідник літописів; Георгій (1790 — 1875) — синолог, дипломат, автор «Путешествия в Китай через Монголію 1820 и 1821 гг.» (1824). їх сестра Глікерія (1788 — 1829), у шлюбі Максимович, була матір'ю Михайла Максимовича, який виховувався у родині Тимковських.
Інші Тимковські (Тимківські) — нащадки козака Грунської сотні Гадяцького полку Тимофія. Його син Йосип (1732 — після 1790) — доктор медицини, випускник Лейденського та Страсбурзького університетів, автор наукових праць; Іван Йосипович (1768 — 1837) — дійсний статський радник, доктор медицини, петербурзький губернський цензор, директор гімназій і училищ Санкт-Петербурзької губернії, герой епіграм Пушкіна. 